# Une nouvelle Terre
Une nouvelle Terre est le premier épisode de la Saison 2 de la deuxième série de la série télévisée britannique Doctor Who. Il a été diffusé pour la première fois le 15 avril 2006 sur BBC One.

## Accroche
Sur la Nouvelle Terre en l'an 5 000 000 023, le Docteur est appelé à un hôpital de New New York. Il y croise une vieille connaissance, et se retrouve face à des nonnes-chats dont le pouvoir de guérison des maladies est impressionnant. Mais celles-ci cachent un secret...

## Distribution
- David Tennant – Le Docteur
- Billie Piper – Rose Tyler
- Camille Coduri – Jackie Tyler
- Noel Clarke – Mickey Smith
- Zoë Wanamaker – Lady Cassandra
- Sean Gallagher – Chip
- Doña Croll – Matrone Casp
- Michael Fitzgerald – Le Duc de Manhattan
- Lucy Robinson – Frau Clovis
- Adjoa Andoh – Sœur Jatt
- Anna Hope – Novice Hame
- Simon Ludders – Patient
- Struan Rodger – Face de Boe

## Résumé
Après avoir fait leurs adieux à Jackie et Mickey, le Docteur et Rose arrivent en 5 000 000 023 sur une nouvelle planète colonisée par l'humanité peu après la destruction de la Terre surnommée "Nouvelle Terre". Le Docteur a reçu un message anonyme sur son papier psychique demandant sa présence dans un hôpital à New New York dirigé par les Sœurs de la Plénitude, une communauté de femmes-chats qui semblent pouvoir guérir des maladies incurables. Là, dans la Section 26, le Docteur retrouve l'originaire du message, Face de Boe, qui détient un secret à transmettre avant sa mort à un « voyageur solitaire ».
Pendant ce temps, Rose a été séparée du Docteur et retrouve, dans le sous-sol de l'hôpital, Lady Cassandra. Celle-ci a survécu à son apparente destruction et a ses propres doutes sur les méthodes des Sœurs. Afin d'assouvir sa vengeance et retrouver un corps digne de ce nom, Cassandra implante son esprit dans celui de Rose grâce à une greffe psychique. Résolue à découvrir les secrets de l'hôpital, elle apprend que le Docteur a récemment changé son apparence et va alors le retrouver sous les traits de Rose.
Les agissements de Cassandra dans le corps de Rose éveillent les soupçons du Docteur, surtout lorsqu'elle l'embrasse passionnément et fait preuve d'une connaissance avancée des systèmes informatiques de l'hôpital. Ensemble, ils découvrent que le département secret des Soins Intensifs abrite des milliers d'humains servant de cobayes à la médecine des Sœurs, qui les infectent de force avec toutes les maladies de la galaxie afin de trouver les remèdes. Le Docteur confronte les Sœurs face à ces atrocités, qu'elles justifient comme étant nécessaires pour gérer les afflux d'infections apportées par les colonisateurs humains. Il se rend compte que Rose n'est plus elle-même lorsqu'elle n'éprouve aucune compassion pour les cobayes. Démasquée, Rose/Cassandra assomme le Docteur avec un parfum nocif qu'elle a caché dans son décolleté et l'enferme dans l'une des cellules. Elle menace ensuite de faire chanter les Sœurs, leur demandant une rançon en échange de son silence sur la véritable nature de leurs expériences. Quand celles-ci refusent, Cassandra libère des cobayes humains pour faire diversion, qui à leur tour libèrent les autres contaminés de leurs cellules.
L'hôpital est alors mis en quarantaine, et le Docteur, Rose/Cassandra et les Sœurs tentent de fuir les bas-fonds. Cassandra a la capacité de passer d'un corps à un autre, et pour aider leur progression, elle pénètre dans le corps du Docteur ainsi que l'un des cobayes, avant de revenir dans Rose. Cette dernière possession lui permet de comprendre l'éternelle solitude ressentie par les infectés, qui cherchent juste un contact avec le vivant après avoir été privés de cela durant toute leur existence.
De retour en Section 26, le Docteur utilise les solutions médicales pour préparer un antidote, qu'il administre aux contaminés par le biais des ascenseurs désinfectants. Le remède est ensuite transmis par le toucher, et bientôt, tout le monde est guéri. La police de New New York arrête les Sœurs de la Plénitude, et Face de Boe, guéri lui aussi, dit au Docteur que son message attendra leur troisième et dernière rencontre. Sous la pression du Docteur, Cassandra quitte enfin le corps de Rose et entre dans celui de Chip, son assistant. Comme celui-ci n'est qu'un clone, il ne supporte pas la présence de Cassandra en lui et commence vite à mourir. Acceptant enfin son sort, Cassandra laisse le Docteur et Rose la reconduire dans le passé, à l'époque où elle avait encore une apparence humaine. Toujours dans le corps de Chip, elle affirme à la Cassandra du passé qu'elle est magnifique, avant de mourir dans « ses propres bras ». Le Docteur et Rose retournent au TARDIS en silence.

### Continuité
- Cassandra, morte à la fin de « La Fin du monde », raconte avoir survécu grâce à une transplantation dans la peau de son dos. L'épisode se déroule 23 ans après les événements de cet épisode.
- On peut encore apercevoir les mots Bad Wolf tagués dans le parc où Rose fait ses adieux, quelque peu effacés après  « À la croisée des chemins. »
- Selon Russell T Davies, Chip a été cloné à partir du souvenir de l'homme qui lui avait dit qu'elle était belle et qu'elle avait vu mourir, créant ainsi une forme de boucle temporelle.